# Косачі (боснійський рід)
Ко́сачі або Хра́ничі (серб. Косаче, Косачићи, Хранићи; босн. Kosače) — феодальний, вельможний рід в середньовічній Боснії.
Були вихідцями з східної Боснії, знані з початку XIV століття. Володіли землями на півдні Герцеговини. Останній володар роду Стефан Вукчич в 1448 році оголосив себе «герцогом святого Сави», від чого Хумська земля згодом отримала нову назву — Герцеговина. Втратили володіння під час завоювання Боснії турками.

## Історія

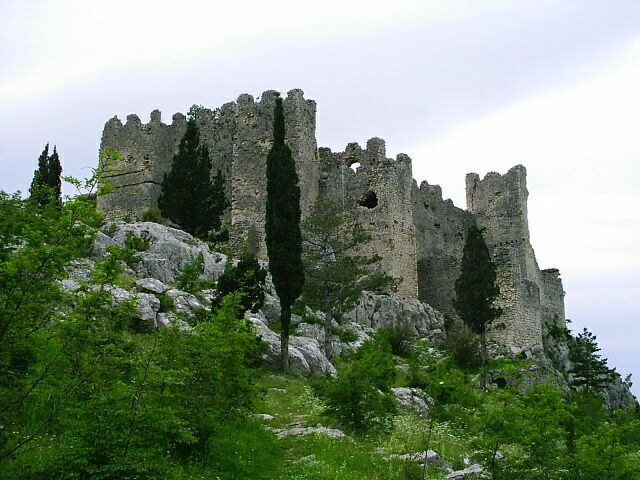
Фортеця Благай, де розташовувався двір Косачів

Початкове прізвище — Храничі. Косачі були одним з найбільш могутніх феодалів в середньовічній Боснії і Герцеговині. В письмових джерелах згадуються з 1310-х років до першої половини XVII століття. Прізвище роду, ймовірно, походить від назви села Косача в районі Горажде в східній Боснії. У XV столітті володіння роду на сході доходили до Которської затоки, Никшича, Плєвлі і Прієполе. Згодом вони зайняли майже всю Хумскую землю. У 1421 році Косачі поріднилися з могутнім в Боснії родом Павловичів. Через Стефана Вукчича Косачі були в родинних стосунках з зетською династією Балшичей.
Перший відомий представник — князь Рудина Вук Храна. За відомостями історика Мавро Орбіні, він народився в 1317 році. Його син Влатко Вукович був воєводою, який 1388 року переміг в битві при Білече. З 1388 року — намісник боснійського короля Твртко I в Далмації. У 1389 році очолював боснійський загін в Косовській битві. Спадщина після Влатко перейшло до його племіннику Сандалю Храничу (пом. 1435), якому вдалося стати наймогутнішим феодалом Боснії. Володіння Сандаля розташовувалися між річками Дрина, Лім, Неретви і містом Оміш. Його успадковував племінник Стефан Вукчич, який продовжував розширювати володіння Косачів. Його дочка Катаріна вийшла заміж за боснійського короля Стефана Томаша. Восени 1448 Стефан проголосив себе «герцогом святого Сави», від чого вся Хумська земля згодом отримала нову назву — Герцеговина. Він помер в Нові під час завоювання Боснії турками в 1466 році, втративши родові володіння. Його син Владислав Герцегович прийняв іслам.